# Apokalipsa Douce’a

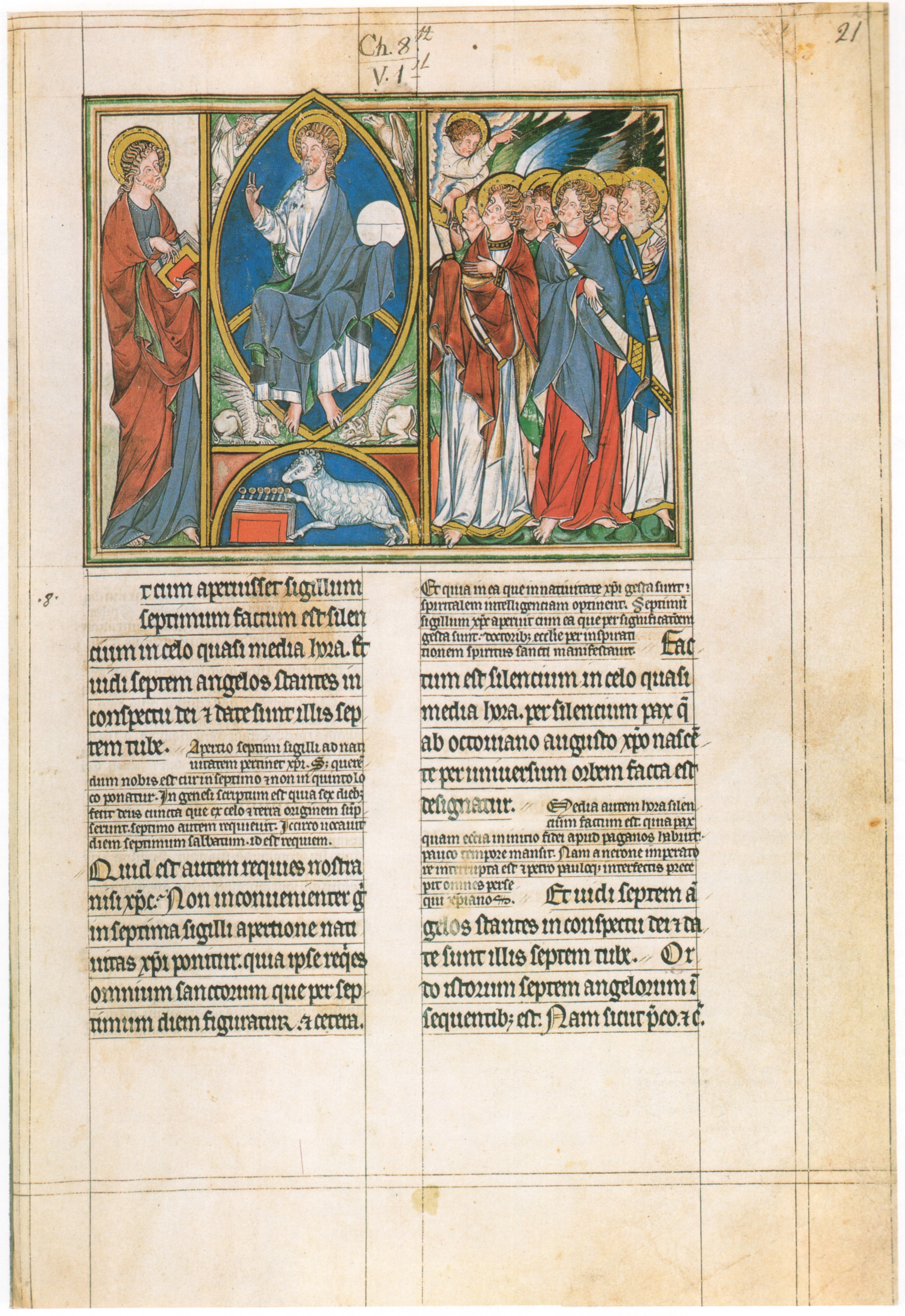
Karta z Apokalipsy Douce’a

Apokalipsa Douce’a – XIII-wieczny iluminowany manuskrypt Apokalipsy św. Jana. Znajduje się w zbiorach Biblioteki Bodlejańskiej w Oksfordzie (sygnatura Ms. Douce 180).
Mająca wymiary 312×215 mm księga została wykonana około 1270 roku dla księcia Edwarda (późniejszego króla Anglii Edwarda I) i jego żony Eleonory Kastylijskiej. Małżonków i ich herby przedstawiono w otwierającym księgę ozdobnym inicjale, klęczących przed Trójcą Świętą. Manuskrypt składa się z dwóch części. Pierwsza, obejmująca karty 1-12, to przekład Apokalipsy na język starofrancuski, opatrzony anonimowym komentarzem. Część druga zawiera ułożony w dwóch kolumnach łaciński tekst Apokalipsy, któremu towarzyszą fragmenty komentarza Berengaudusa. Program artystyczny księgi nie został w pełni zrealizowany. W części pierwszej poza pierwszym inicjałem nie umieszczono żadnych innych, choć pozostawiono dla nich puste miejsca. Część łacińska manuskryptu opatrzona została umieszczonymi ponad tekstem 97 ilustracjami, z których część została jedynie połowicznie wypełniona kolorami. Analiza artystyczna iluminacji wskazuje, iż artysta pracujący nad manuskryptem działał w kręgu szkoły westminsterskiej.
Na początku XVII wieku księga znajdowała się w Oksfordzie, gdzie otrzymała zdobną oprawę. Na początku wieku XIX stanowiła własność Williama Wilsona, po którego śmierci trafiła do domu aukcyjnego Christie and Manson. W 1833 roku manuskrypt zakupił antykwariusz Francis Douce (1757-1834), który w swoim testamencie zapisał go Bibliotece Bodlejańskiej.